# Guerra de liberación de Bangladés
La guerra de Liberación de Bangladés (en bengalí: মুক্তিযুদ্ধ, múkti yúdjo, ‘liberación-lucha’), también denominado en Pakistán como guerra civil pakistaní o guerra de Bangladés, fue un conflicto armado provocado por el auge del movimiento nacionalista y de autodeterminación bengalí en Pakistán Oriental, que dio lugar a la independencia de Bangladesh. La guerra comenzó cuando la junta militar pakistaní con base en Pakistán Occidental, bajo las órdenes de Yahya Khan, lanzó la Operación Reflector contra los pakistaníes orientales en la noche del 25 de marzo de 1971, iniciando el genocidio de Bangladés.
La guerra empezó como una insurrección en Pakistán Oriental liderada por el movimiento Mukti Bahini (luchadores por la libertad). El apoyo indio a la insurgencia acabó en una guerra entre la India y Pakistán (la guerra indo-pakistaní de 1971), durante la cual el Ejército de la India y los pakistaníes orientales derrotaron decisivamente a las fuerzas de Pakistán Occidental desplazadas al oeste. La guerra acabó con la independencia de Pakistán Oriental como la nueva nación de Bangladés.
Según los informes, 3 millones de civiles murieron y entre 8 y 10 millones huyeron a la India. Más de 200 000 mujeres fueron violadas. Existe un consenso académico de que los acontecimientos que tuvieron lugar durante la guerra de liberación de Bangladés constituyen un genocidio.

## Antecedentes
Antes de la partición de la India, la Resolución de Lahore inicialmente preveía estados separados de mayoría musulmana en las zonas del este y noroeste de la India británica. En 1946, el primer ministro de Bengala Huseyn Shaheed Suhrawardy hizo una propuesta para un Estado independiente de Bengala unida, pero las autoridades coloniales se opusieron. 
La East Pakistan Renaissance Society abogó por la creación de un estado soberano en el este de la India británica. Finalmente, las negociaciones políticas condujeron, en agosto de 1947, al nacimiento oficial de dos estados, Pakistán y la India, que presuntamente proporcionaron viviendas permanentes a musulmanes e hindúes, respectivamente, tras la partida de los británicos. 
El Dominio de Pakistán comprendía dos áreas geográfica y culturalmente separadas al este y al oeste con India en el medio. La zona occidental fue popularmente (y durante un período, también oficialmente) denominada Pakistán Occidental y la zona oriental (actualmente Bangladés) se denominó inicialmente Bengala Oriental y más tarde, Pakistán Oriental. 
Aunque la población de las dos zonas era casi igual, el poder político se concentró en Pakistán Occidental y se percibió ampliamente que Pakistán Oriental estaba siendo explotado económicamente, lo que generó muchos agravios. La administración de dos territorios discontinuos también se vio como un desafío. 
El porcentaje de oficiales bengalíes en las fuerzas armadas paquistaníes era de aproximadamente el 5% en 1965 y sólo había dos unidades específicamente paquistaníes orientales.   
A partir de 1952, las huelgas y manifestaciones en Dhaka fueron duramente reprimidas. La Liga Awami (la Liga del Pueblo), de orientación socialista y laica, hizo campaña por la independencia vinculando esta reivindicación a las demandas sociales de las poblaciones desfavorecidas, como la reforma agraria. En un Frente Unido, el movimiento derrotó a la conservadora Liga Musulmana en las elecciones de 1954 (228 escaños frente a 7), pero esto no sacudió el control de los sucesivos regímenes militares de Islamabad. 
El 25 de marzo de 1971, después de una elección ganada con mayoría absoluta por la Liga Awami ignorada por el gobierno central, el creciente descontento político y el nacionalismo cultural en el este de Pakistán se encontraron con una brutal represión de la élite gobernante del Pakistán Occidental, en lo que se denominó Operación Reflector. 
La violenta represión del ejército de Pakistán llevó al líder de la Liga Awami, Sheikh Mujibur Rahman, a declarar la independencia de Pakistán Oriental como el estado de Bangladés el 26 de marzo de 1971. La mayoría de los bengalíes apoyaron este movimiento, aunque los islamistas y Biharis de lengua urdu se opusieron y quedaron del lado del ejército de Pakistán. 
El presidente paquistaní, Agha Muhammad Yahya Khan, ordenó a los militares pakistaníes que restableciesen la autoridad del gobierno pakistaní, comenzando la guerra civil. La guerra produjo 10 millones de refugiados, muchos de la minoría Hinduista, hacia las provincias orientales de la India. Enfrentando una creciente crisis humanitaria y económica, India comenzó activamente a ayudar y organizar al ejército de resistencia de Bangladés conocido como Mukti Bahini.

## Transcurso de la guerra

### Marzo-junio
Al principio, la resistencia era espontánea y desorganizada, y no se esperaba que se prolongara. Sin embargo, cuando el ejército paquistaní reprimió a la población, la resistencia creció. El Mukti Bahini se hizo cada vez más activo. El ejército pakistaní intentó sofocarlos, pero un número cada vez mayor de soldados bengalíes desertaron a este "ejército de Bangladés" clandestino. Estas unidades bengalíes se fusionaron lentamente en el Mukti Bahini y reforzaron su armamento con suministros de la India. Pakistán respondió con un vuelo aéreo en dos divisiones de infantería y reorganizó sus fuerzas. También creó las fuerzas paramilitares de Razakar, Al-Badr y Al-Sham (que eran en su mayoría miembros de Jamaat-e-Islami (Pakistán) y otros grupos islamistas), así como otros bengalíes que se oponían a la independencia, y musulmanes Bihari que se habían establecido durante el tiempo de la partición.
La noche del 25 al 26 de marzo de 1971, el gobierno de Yahia Khan puso en marcha la operación Searchlight (‘operación foco’ u ‘operación reflector’) contra la Liga Awami. Al mando de los pakistaníes estaba Tikka Khan ―más tarde conocido como el Carnicero de Dacca―, con la orden de pacificar. La operación, con miles de soldados, acarreó miles de muertes de civiles y la huida de unos 10 millones de bangladesíes hacia la India.
El 17 de abril de 1971, se formó un gobierno provisional en el distrito Meherpur en el oeste de Bangladés que limita con India con Sheikh Mujibur Rahman, que estaba en prisión en Pakistán, como presidente, Syed Nazrul Islam como presidente interino, Tajuddin Ahmad como primer ministro y el general Muhammad Ataul. Ghani Osmani como Comandante en Jefe, Fuerzas de Bangladés. A medida que crecía la lucha entre el ejército de ocupación y el bengalí Mukti Bahini, se estima que 10 millones de bengalíes buscaron refugio en los estados indios de Assam y Bengala Occidental.

#### Junio-septiembre
El 11 de julio se estableció el comando de las fuerzas de Bangladés, con el coronel MAG Osmani como comandante en jefe (C-in-C) con el rango de Ministro de Gabinete, teniente coronel, Abdur Rabb como Jefe de Estado Mayor (COS), el capitán de grupo AK Khandker como jefe de Estado Mayor Adjunto (DCOS) y el mayor AR Chowdhury como jefe Adjunto de Personal (ACOS).
El general Osmani tenía diferencias de opinión con los líderes indios sobre el papel de los Mukti Bahini en el conflicto. El liderazgo indio inicialmente imaginó a las fuerzas bengalíes entrenarse en una pequeña élite guerrillera de 8,000 miembros, liderada por los soldados supervivientes del Regimiento de Bengala Oriental que operaban en pequeñas células alrededor de Bangladés para facilitar la eventual intervención india, pero con el gobierno de Bangladés en el exilio, El general Osmani favoreció una estrategia diferente:
- Las fuerzas convencionales bengalíes ocuparían áreas de alojamiento dentro de Bangladés y luego el gobierno de Bangladés solicitaría reconocimiento e intervención diplomática internacional. Inicialmente Mymensingh fue elegido para esta operación, pero el general Osmani más tarde se decidió por Sylhet.

- Enviar el número máximo a las guerrillas dentro de Bangladés lo antes posible con los siguientes objetivos:
  - Aumentar las bajas pakistaníes a través de incursiones y emboscadas.
  - Paralizar la actividad económica golpeando centrales eléctricas, líneas ferroviarias, depósitos de almacenamiento y redes de comunicación.
  - Destruya la movilidad del ejército de Pakistán mediante la voladura de puentes / alcantarillas, depósitos de combustible, trenes y embarcaciones fluviales.
  - El objetivo estratégico era hacer que los pakistaníes diseminaran sus fuerzas dentro de la provincia, por lo que los ataques podrían hacerse en destacamentos aislados de Pakistán.

Bangladés se dividió en once sectores en julio, cada uno con un comandante elegido de oficiales desertados del ejército paquistaní que se unieron a Mukti Bahini para llevar a cabo operaciones de guerrilla y entrenar combatientes. La mayoría de sus campos de entrenamiento estaban situados cerca de la zona fronteriza y fueron operados con asistencia de la India. El 10.º Sector se colocó directamente bajo el Comandante en Jefe (C-in-C)  M. A. G. Osmani e incluyó los Comandos Navales y la fuerza especial de C-in-C. Tres brigadas (11 batallones) se criaron para la guerra convencional; se entrenó una gran fuerza guerrillera (estimada en 100,000).

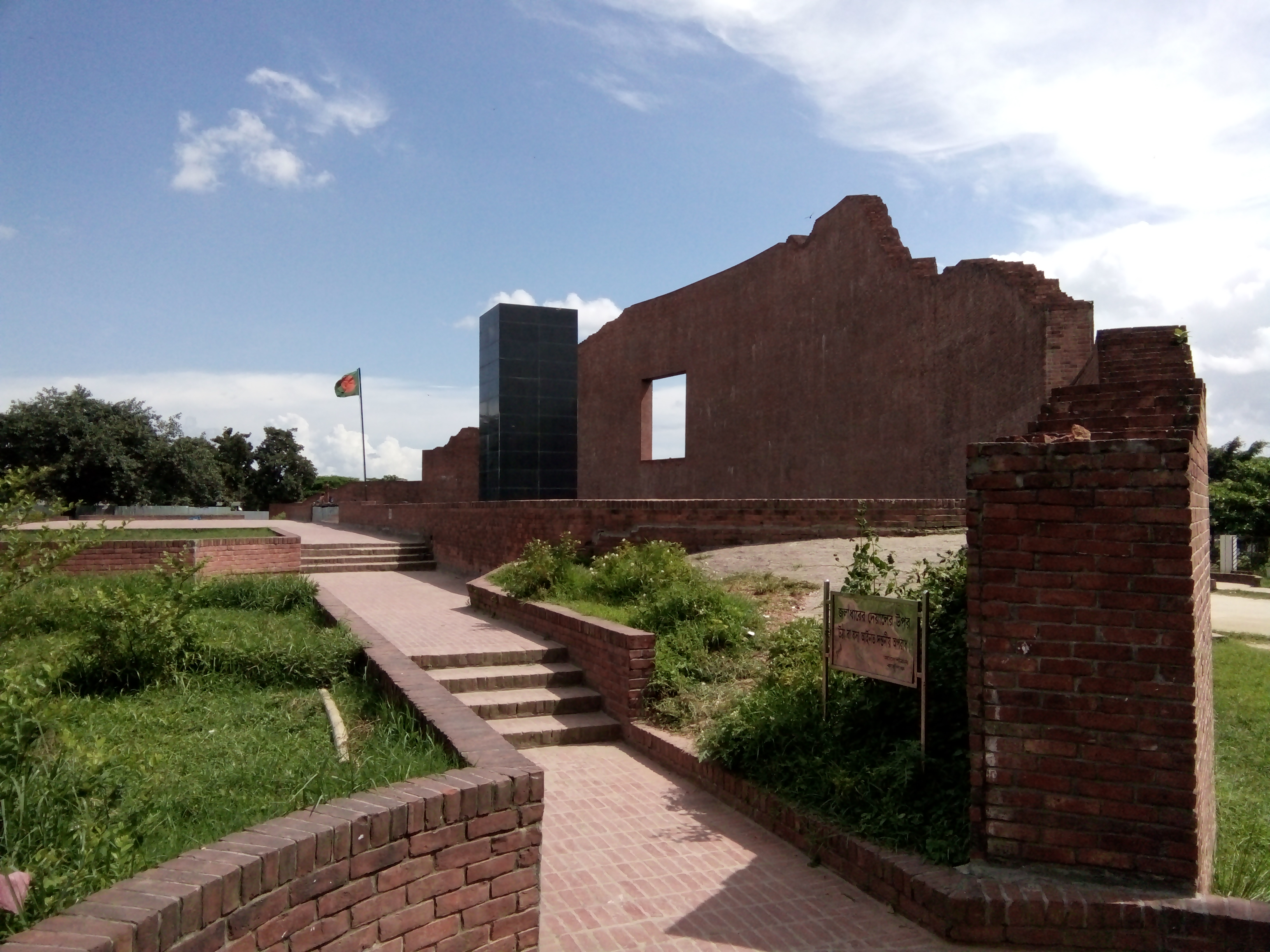
Parte del lado sudeste del Martyred Intellectuals Memorial

Tres brigadas (ocho batallones de infantería y tres baterías de artillería) se pusieron en acción entre julio y septiembre. Durante junio y julio, Mukti Bahini se había reagrupado a través de la frontera con ayuda india a través de la Operación Jackpot y comenzó a enviar 2000-5000 guerrilleros a través de la frontera, la llamada ofensiva Monzón, que por diversas razones (falta de entrenamiento adecuado, escasez de suministros, falta de una red de apoyo adecuada dentro de Bangladés) no logró sus objetivos. Las fuerzas regulares bengalíes también atacaron BOP en Mymensingh, Comilla y Sylhet, pero los resultados fueron dispares. Las autoridades pakistaníes concluyeron que habían contenido con éxito la Ofensiva Monzón, que resultó ser una observación casi exacta.
Las operaciones de guerrilla, que disminuyeron durante la fase de entrenamiento, se recuperaron después de agosto. Los objetivos económicos y militares en Dacca fueron atacados. La principal historia de éxito fue la Operación Jackpot, en la cual los comandos navales explotaron y volaron barcos atracados en Chittagong, Mongla, Narayanganj y Chandpur el 15 de agosto de 1971.

### Guerra de liberación - Independencia de Bangladés
La operación Searchlight se convirtió en la Guerra indo-pakistaní de 1971 que duró desde el 26 de marzo hasta el 16 de diciembre de 1971 cuando, con la ayuda del ejército de la India, los combatientes de Mukti Bahini obligaron al ejército federal de Pakistán a rendirse. Tomaron la capital, Dacca, y establecieron el Estado independiente de Bangladés.

## Genocidio en Bangladés

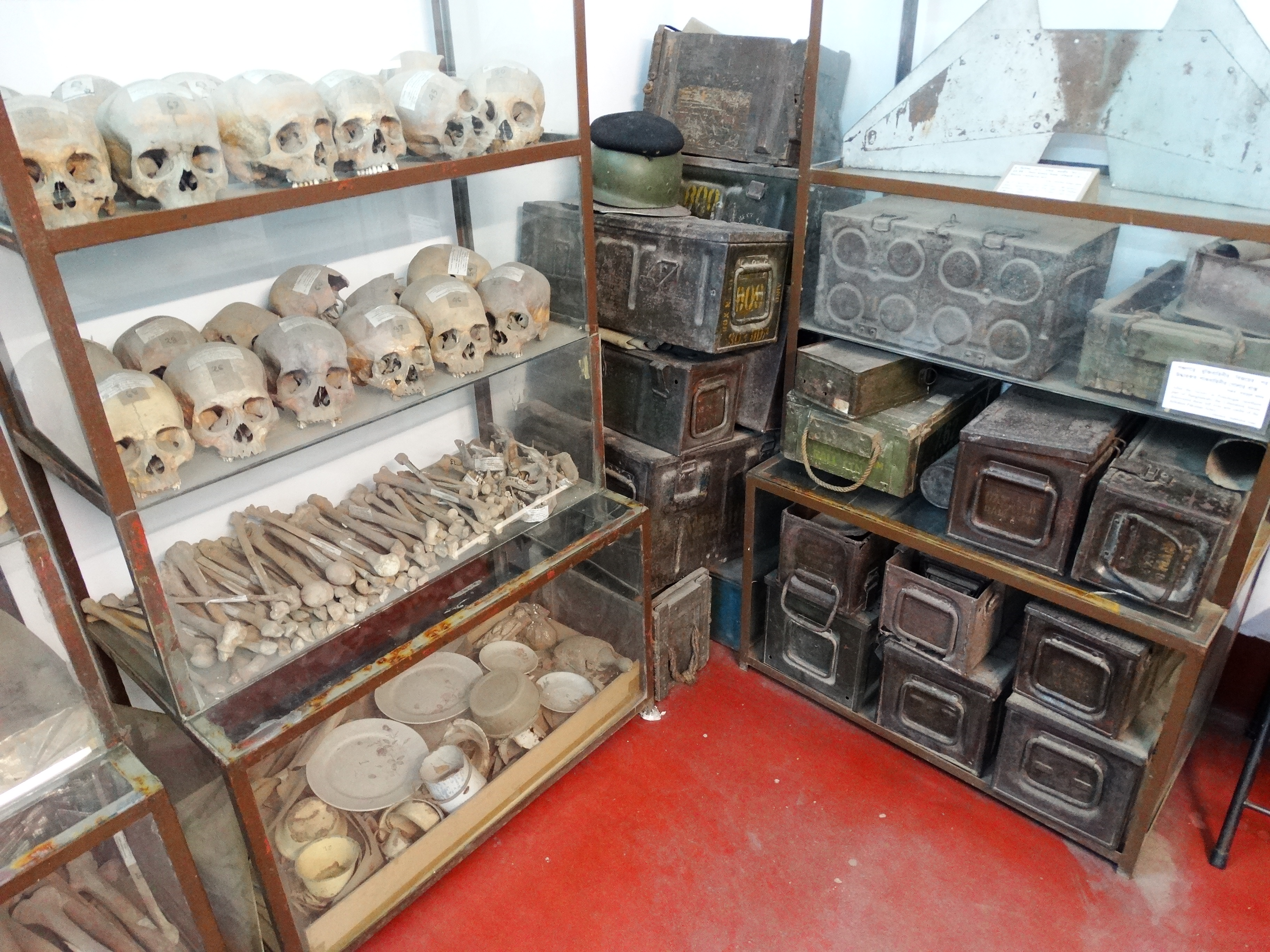
Genocidio en Bangladés
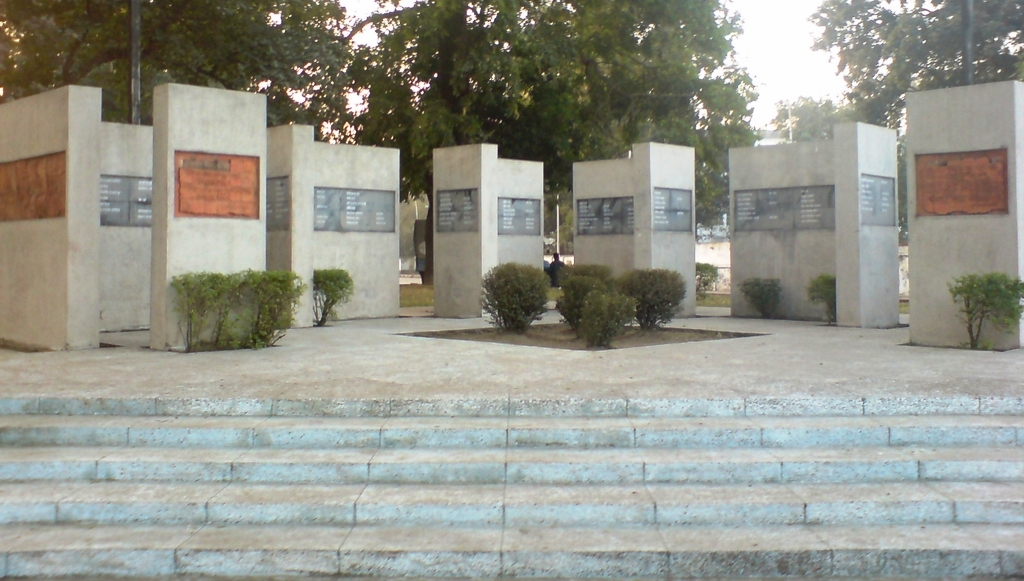
Genocidio en Bangladés
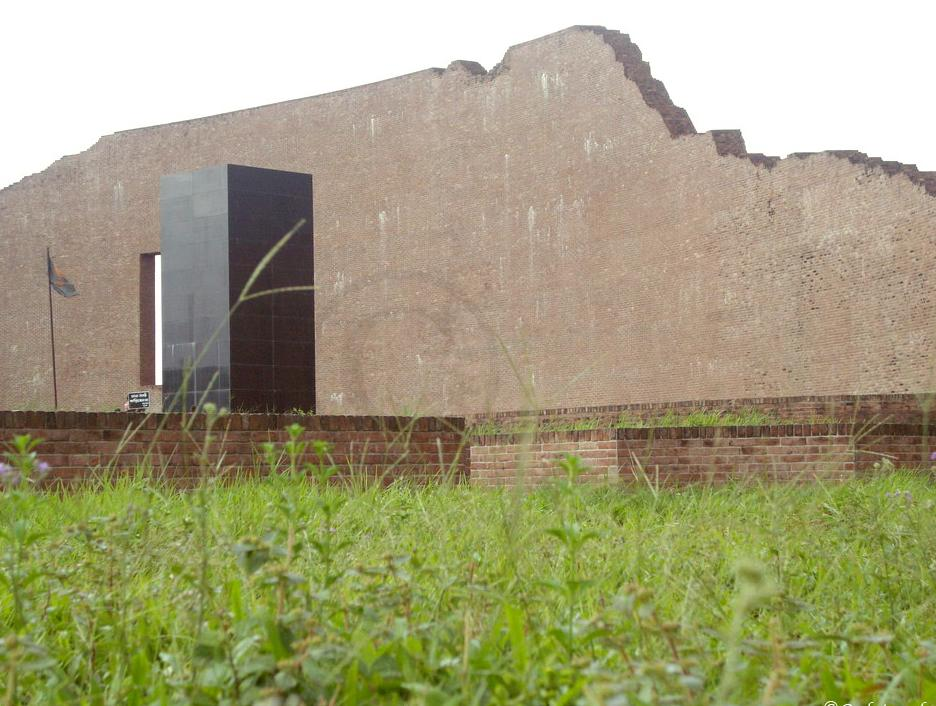
Genocidio en Bangladés

El genocidio en Bangladés comenzó el 26 de marzo de 1971 con el lanzamiento de la Operación Searchlight, cuando Pakistán Occidental comenzó una ofensiva militar contra el ala oriental de la nación para reprimir los pedidos bengalíes de derechos de autodeterminación. Durante los nueve meses que duró la guerra de liberación de Bangladés, miembros del ejército paquistaní y milicias islamistas de apoyo de Jamaat-e-Islami mataron entre 300.000 y 3.000.000. Durante la guerra, también hubo violencia étnica entre bengalíes y biharis de habla urdu. Biharis se enfrentó a represalias de turbas y milicias bengalíes y de 1.000 a 150.000 fueron asesinados. Otras fuentes afirman que fue de hasta 500.000.
La Operación Searchlight fue una operación militar planificada llevada a cabo por el ejército paquistaní para frenar elementos del movimiento separatista nacionalista bengalí en el este de Pakistán en marzo de 1971. El estado paquistaní justificó el inicio de la Operación Searchlight sobre la base de la violencia contra Bihari por parte de los bengalíes a principios de marzo. Ordenado por el gobierno en Pakistán Occidental, esto fue visto como la secuela de la Operación Blitz que se inició en noviembre de 1970. El 1 de marzo de 1971, el Almirante Syed Mohammed Ahsan, Gobernador de Pakistán Oriental, fue reemplazado después de no estar de acuerdo con la acción militar en Pakistán Oriental. Su sucesor, Sahibzada Yaqub Khan, renunció después de negarse a usar soldados para sofocar un motín y desacuerdo con la acción militar en el este de Pakistán.
Según la académica india Sarmila Bose, el aplazamiento de la Asamblea Nacional el 1 de marzo provocó la generalización de la ilegalidad por parte de los manifestantes bengalíes durante el período del 1 al 25 de marzo, en el que el gobierno paquistaní perdió el control sobre gran parte del provincia. Bose afirma que durante este período de 25 días de desorden, los ataques de los bengalíes contra los no bengalíes fueron comunes, así como los ataques de los bengalíes contra el personal militar pakistaní que, según Bose y Anthony Mascarenhas, mostraron una gran moderación hasta el 25 de marzo, cuando Operation Searchlight comenzó. Bose también describió las "atrocidades" cometidas por el ejército paquistaní en su libro. Según Anthony Mascarenhas, las acciones del Ejército pakistaní en comparación con la violencia de los bengalíes fueron "totalmente peores y en una escala más grande".
En la noche del 25 de marzo de 1971, el ejército paquistaní lanzó la Operación Searchlight. La revista Time apodó al general Tikka Khan, el "Carnicero de Bengala" por su papel en la operación Searchlight. Los objetivos de la operación incluían Jagannath Hall, que era un dormitorio para estudiantes no musulmanes de la Universidad de Dhaka, Rajarbagh Police Lines, Pilkhana, que es la sede de East Pakistan Rifles. Alrededor de 34 estudiantes fueron asesinados en los dormitorios de la Universidad de Dhaka. Los barrios de la antigua Dhaka que tenían una mayoría de población hindú también fueron atacados. Robert Payne, un periodista estadounidense, estimó que 7.000 personas fueron asesinadas y 3.000 arrestadas esa noche. Maestros de la Universidad de Dhaka fueron asesinados en la operación por el ejército paquistaní. Sheikh Mujib fue arrestado por el ejército paquistaní el 25 de marzo. Ramna Kali Mandir fue demolido por el ejército paquistaní en marzo de 1971.
El plan original preveía tomar el control de las principales ciudades el 26 de marzo de 1971 y luego eliminar a toda la oposición, política o militar, dentro de un mes. La prolongada resistencia bengalí no fue anticipada por los planificadores paquistaníes. La fase principal de la Operación Searchlight terminó con la caída de la última ciudad importante en manos de Bengalí a mediados de mayo. El campo seguía siendo disputado casi por igual.
Muchos de los muertos fueron víctimas de milicias paramilitares religiosas radicales formadas por el ejército pakistaní occidental, incluidas las fuerzas de Razakars, Al-Shams y Al-Badr. Hay muchas fosas comunes en Bangladés, y continuamente se descubren más (como una en un viejo pozo cerca de una mezquita en Dhaka, ubicada en la región de Mirpur de la ciudad, que se descubrió en agosto de 1999). La primera noche de guerra contra los bengalíes, que está documentada en telegramas desde el Consulado Americano en Dhaka hasta el Departamento de Estado de los Estados Unidos, vio asesinatos indiscriminados de estudiantes de la Universidad de Dhaka y otros civiles.
El 16 de diciembre de 2002, el Archivo de Seguridad Nacional de la Universidad de George Washington publicó una colección de documentos desclasificados, que consisten principalmente en comunicaciones entre funcionarios de la embajada de los Estados Unidos y los centros del USIS en Dhaka e India, y funcionarios en Washington D. C. Estos documentos muestran que los funcionarios de EE. UU. Que trabajan en instituciones diplomáticas dentro de Bangladés utilizaron los términos genocidio selectivo y genocidio (consulte el telegrama de Sangre) para describir los eventos que conocían en ese momento. La cronología completa de los hechos tal como se informó a la administración de Nixon se puede encontrar en el sitio web del Departamento de Estado.
Durante la guerra de independencia de Bangladés de 1971, miembros de las Fuerzas Armadas de Pakistán violaron entre 200.000 y 400.000 mujeres y niñas de Bangladés en una campaña sistemática de violación genocida. Durante la guerra, una fatwa en Pakistán declaró que los luchadores por la libertad bengalí eran "hindúes" y que sus mujeres podían ser tomadas como el "botín de la guerra". Los imanes y los líderes religiosos musulmanes declararon públicamente que las mujeres bengalíes eran gonimoter maal (botín de guerra) y, por lo tanto, apoyaron abiertamente la violación de mujeres bengalíes por parte del ejército paquistaní.
Extractos del genocidio en Bangladés por Kalyan Chaudhuri, pp 157–158:

... Un oficial del ejército allanó el Salón Rokeya el 7 de octubre de 1971. Acompañado por cinco soldados, el Comandante Aslam visitó el albergue por primera vez el 3 de octubre y le pidió al superintendente que proporcionara a algunas chicas que pudieran cantar y bailar en una función que se celebraría en Tejgaon. Acantonamiento. El superintendente le dijo que la mayoría de las niñas habían abandonado el albergue después de los disturbios y que solo residían 40 estudiantes, pero como superintendente de un albergue para niñas no debería permitirles ir al acantonamiento para este propósito. Insatisfecho, el mayor Aslam se fue. Poco después, el superintendente informó a un oficial superior del ejército en el acantonamiento, por teléfono, de la misión del comandante. Sin embargo, el 7 de octubre a las 8 p. m. aproximadamente. El mayor Aslam y sus hombres allanaron el albergue. Los soldados abrieron las puertas, arrastraron a las chicas y las desnudaron antes de violarlas y torturarlas frente al superintendente indefenso. Todo se hizo tan abiertamente sin ninguna provocación, que incluso el periódico con base en Karachi, Dawn, tuvo que publicar la historia, violando la censura de las autoridades militares. En siete días después de la liberación, alrededor de 300 niñas fueron recuperadas de diferentes lugares alrededor de Dacca, donde fueron secuestradas y confinadas por hombres del ejército paquistaní. El 26 de diciembre, la Cruz Roja recuperó a 55 niñas demacradas y medio muertas al borde del trastorno mental con la ayuda de Mukti Bahini y las fuerzas aliadas de varios escondites del ejército pakistaní en Narayanganj, Dacca Cantonment y otras pequeñas ciudades. En la periferia de la ciudad de Dacca.

En 1976, el Centro Internacional para la Investigación de Enfermedades Diarreicas, Bangladés realizó una encuesta exhaustiva de población en Matlab, Noakhali, donde se registraron un total de 868 muertes en exceso durante la guerra; esto llevó a un número total de muertes estimado en todo Bangladés aproximadamente 500,000. Sobre la base de este estudio, el British Medical Journal en 2008, realizó un estudio realizado por Ziad Obermeyer, Christopher JL Murray y Emmanuela Gakidou, que estimó que entre 125,000 y 505,000 civiles murieron como resultado del conflicto; los autores señalan que esto es mucho más alto que una estimación previa de 58,000 por la Universidad de Uppsala y el Instituto de Investigación para la Paz, Oslo. Esta cifra es apoyada por las declaraciones del autor de Bangladés, Ahmed Sharif, en 1996, quien agregó que "mantuvieron la verdad oculta para obtener ventajas políticas".
El gobierno de Pakistán sigue negando que el genocidio de Bangladés en 1971 tuvo lugar bajo el gobierno de Bangladés (Pakistán Oriental) durante la guerra de liberación de Bangladés de 1971. Por lo general, acusan a los reporteros pakistaníes (como Anthony Mascarenhas) que informaron sobre el genocidio de ser "agentes enemigos". Según Donald W. Beachler, profesor de ciencias políticas en Ithaca College:
El gobierno de Pakistán negó explícitamente que hubiera genocidio. Por su negativa a caracterizar los asesinatos en masa como genocidio o a condenar y restringir al gobierno pakistaní, los gobiernos de Estados Unidos y de China dieron a entender que no lo consideraban así.
De manera similar, a raíz de las protestas de Shahbag de 2013 contra criminales de guerra que fueron cómplices en el genocidio, el periodista inglés Philip Hensher escribió.
El genocidio es todavía muy poco conocido en Occidente. Es, además, el tema de los impactantes grados de negación entre los polemistas partidistas y los historiadores manipuladores.
En el Acuerdo de Delhi de 1974, Bangladés pidió a Pakistán que procesara a 195 oficiales militares por crímenes de guerra, crímenes de lesa humanidad y genocidio en virtud de las disposiciones pertinentes del derecho internacional. El Pakistán respondió que "lamentaba profundamente los delitos que pudieran haberse cometido". No logró que los perpetradores rindieran cuentas en su propio territorio, según lo solicitado por Bangladés. La posición adoptada por Pakistán fue reiterada por Zulfikar Ali Bhutto en 1974, cuando simplemente expresó su "pesar" por 1971, y el expresidente paquistaní Pervez Musharraf en 2002, cuando expresó su pesar por los "excesos" cometidos en 1971. Para el año 2015, muchos de esos 195 oficiales habían fallecido.